# Октябрьский (Рязанская область)
Октя́брьский — посёлок городского типа в Михайловском районе Рязанской области России.
Население — 6 067 жителей (2010 год).
Посёлок расположен на реке Проня. На северо-западе находится п. Горенка, на востоке — п. Змеинка, на юге — Тереховое.

## История
Ерино
В конце XVIII начале XIX века в имении Я. И. Ганкина, при селе Ерино, находились обширные залежи известняка и глины, для эксплуатации которых было образовано акционерное общество Еринского портланд-цементного завода, построившее обширный завод, рассчитанный на производство до 164 тыс. тонн портланд-цемента в год. Завод соединялся рельсовым путём со станцией Михайлов.
До 1924 года село входило в состав Маковской волости Михайловского уезда Рязанской губернии.
Октябрьский
Посёлок городского типа Октябрьский возник в 1927 году.
В него вошли находившиеся невдалеке от цементного завода село Ерино и п. Спартак. В 1929 году население посёлка составляло 990 человек.
Название, данное в честь 10-летия Октябрьской революции 1917 года, относится к числу типовых идеологических топонимов советского времени.
В 1943—1956 годах Октябрьский был центром одноимённого района.

## Население
| 1859  | 1897  | 1906  | 1939  | 1959  | 1970  | 1979  |
| ----- | ----- | ----- | ----- | ----- | ----- | ----- |
| 553   | ↗572  | ↗747  | ↗2635 | ↗5260 | ↗9808 | ↘9054 |
| 1989  | 2002  | 2009  | 2010  | 2012  | 2013  | 2014  |
| ↘8526 | ↘6718 | ↘6277 | ↘6067 | ↘5893 | ↘5769 | ↘5639 |
| 2015  | 2016  | 2017  | 2018  | 2019  | 2020  | 2021  |
| ↘5510 | ↘5399 | ↘5302 | ↘5187 | ↘5059 | ↘5010 | ↗5811 |
| 2023  |       |       |       |       |       |       |
| ↗5870 |       |       |       |       |       |       |

## Экономика
В посёлке расположено крупное производство стройматериалов (производство цемента, добыча камня и др.) — ЗАО «Михайловцемент», принадлежащее российской компании «Евроцемент груп».
В 2013 году в эксплуатацию введен Серебрянский цементный завод.

## Транспорт
Станция  (Цементная)  не существует  в  связи с закрытием завода "Спартак"Михайлов Московской железной дороги участка Ожерелье — Павелец.

## Культура
В посёлке имеется больница, дом культуры, парк около дома культуры

## Достопримечательности
- Храм в честь Иверской иконы Пресвятой Богородицы

## Известные уроженцы
- Корнеев, Василий Терентьевич (1920—1943) — Герой Советского Союза.